# Ludvík Kundera (1891-1971)
Pour l’article homonyme, voir Ludvík Kundera, son neveu poète et écrivain (1920-2010).
Ludvík Kundera, né le 17 août 1891 à Brünn - Královo Pole et mort le 12 mai 1971 à Brno) est un célèbre musicologue et pianiste tchécoslovaque, recteur (1948-1961) de l'Académie de musique de Brno Leoš Janáček (JAMU).

## Biographie
Il étudie le piano à Brünn (où il suit les cours de Leoš Janáček) et à Paris, le chant à Brno et Prague.
Durant la Première Guerre mondiale il sert dans les légions tchécoslovaques. Il y fonde et dirige l'orchestre des légions. Après son retour en 1920 il travaille au Conservatoire de Brno où il reçoit le titre de professeur.
Durant la Première République, il est connu comme soliste et pianiste (musique de chambre) en Tchécoslovaquie et à l'étranger, à Vienne, Paris, Cologne, Moscou, Kiev, etc.
Pendant l'Occupation allemande, il est mis à la retraite et commence à écrire des articles, critiques et livres sur la musique contemporaine et de l'enseignement de la musique.
Après la Libération, il contribue à la création de l'Académie de musique de Brno Leoš Janáček (JAMU), d'abord comme doyen de la faculté de musique de 1946 à 1948, puis comme recteur de 1948 à 1961.
Il est le père de l'écrivain Milan Kundera (1929-2023) et l'oncle de l'écrivain et poète qui porte le même nom que lui, Ludvík Kundera (1920-2010).